# Svenska mästerskapen i kortbanesimning 1988
Svenska mästerskapen i kortbanesimning 1988 avgjordes i Örebro 1988. Det var den 36:e upplagan av kortbane-SM. Noterbart för detta år är att kortbane-SM simmades i 50-metersbassäng.

## Medaljsummering

### Herrar
| Gren            | Guld                          | Guld                          |
| 50 m frisim     | Per Johansson 22,89           | Borlänge SS                   |
| 100 m frisim    | Tommy Werner 50,99            | Karlskrona SS                 |
| 200 m frisim    | Anders Holmertz 1.49,53       | Motala SS                     |
| 400 m frisim    | Anders Holmertz 3.52,74       | Motala SS                     |
| 1500 m frisim   | Henrik Jangwall 15.54,69      | Malmö KK                      |
| 100 m fjärilsim | Anders Rasmusson 55,80        | Helsingborgs S                |
| 200 m fjärilsim | Christer Wallin 2.04,01       | Mölndals ASS                  |
| 100 m ryggsim   | Niklas Håkansson 58,83        | Stockholmspolisens IF         |
| 200 m ryggsim   | Per-Åke Brink 2.06,33         | Jönköpings SS                 |
| 100 m bröstsim  | Jan Stensson 1.06,32          | Hagfors SS                    |
| 200 m bröstsim  | Jan Bidrman 2.20,14           | Malmö KK                      |
| 200 m medley    | Jan Bidrman 2.06,40           | Malmö KK                      |
| 400 m medley    | Jan Bidrman 4.26,23           | Malmö KK                      |
| 4x100 m frisim  | Borlänge SS 3.26,30           | Borlänge SS 3.26,30           |
| 4x200 m frisim  | Malmö KK 7.40,93              | Malmö KK 7.40,93              |
| 4x100 m medley  | Stockholmspolisens IF 3.55,59 | Stockholmspolisens IF 3.55,59 |

### Damer
| Gren            | Guld                      | Guld                      |
| 50 m frisim     | Karin Furuhed 26,51       | Borlänge SS               |
| 100 m frisim    | Karin Furuhed 57,39       | Borlänge SS               |
| 200 m frisim    | Suzanne Nilsson 2.04,49   | Helsingborgs S            |
| 400 m frisim    | Suzanne Nilsson 4.20,66   | Helsingborgs S            |
| 800 m frisim    | Linda Rönnbäck 8.54,69    | Luleå SS                  |
| 100 m fjärilsim | Annlo Edenholm 1.02,35    | Södertörns SS             |
| 200 m fjärilsim | Annlo Edenholm 2.19,18    | Södertörns SS             |
| 100 m ryggsim   | Johanna Larsson 1.04,08   | Mariestads SS             |
| 200 m ryggsim   | Johanna Larsson 2.19,12   | Mariestads SS             |
| 100 m bröstsim  | Annelie Holmström 1.14,30 | Stockholmspolisens IF     |
| 200 m bröstsim  | Anna Rosengren 2.38,47    | SS Mora                   |
| 200 m medley    | Anette Philipsson 2.20,47 | Linköpings ASS            |
| 400 m medley    | Anette Philipsson 4.57,99 | Linköpings ASS            |
| 4x100 m frisim  | Kristianstads SLS 3.53,20 | Kristianstads SLS 3.53,20 |
| 4x200 m frisim  | Kristianstads SLS 8.25,89 | Kristianstads SLS 8.25,89 |
| 4x100 m medley  | Kristianstads SLS 4.24,91 | Kristianstads SLS 4.24,91 |